# Roberto Borba
Roberto Borba (Rio de Janeiro, 24 de agosto de 1934 - Imbituba, 6 de julho de 2022), trabalhou na área de navegação e operações portuárias. Foi presidente do Sport Club Internacional. 

## Biografia
Roberto nasceu no dia 24 de Agosto de 1934, na cidade do Rio de Janeiro, filho do General doutor Bonifácio Antônio Borba e de Elvira de Andrade Neves.
Roberto vinha de uma família com histórico militar seu pai e seus dois avôs eram Generais, também era trineto de Joaquim de Andrade Neves, o Barão do Triunfo, um herói da Guerra do Paraguai, progenitor da família Andrade Neves, uma família que era muito influente no ramo militar do Rio Grande do Sul.
Roberto trabalhou a maior parte de sua vida na área de navegação e operações portuárias. Foi um dos responsáveis pela implantação do primeiro terminal de containers do porto Rio Grande (Rio Grande do Sul) e Imbituba, e também foi pioneiro na implantação de uma linha de navegação lacustre-fluvial ligando os Portos de Porto Alegre, Estrela (Rio Grande do Sul) e Rio Grande (Rio Grande do Sul). Armador, foi proprietário da empresa de navegação Navely, proprietária do navio Marcílio Elichirigoit.
Entre os anos de 1984 e 1985 foi presidente do Sport Club Internacional. Conquistou três títulos, todos em 1984: o Campeonato Gaúcho (fechando um tetra; o clube só voltaria a vencer o estadual em 1991), o nacional Torneio Heleno Nunes e a internacional Copa Kirin. Também foi responsável pelo lançamento de Cláudio Taffarel no clube colorado.
Para a Placar, em 1985, escreveu em defesa dos pontos corridos, entre 20 times, como fórmula do Campeonato Brasileiro.
Em Santo Ângelo fundou a associação comercial, e foi seu primeiro presidente, trabalhou com venda de tratores e máquinas agrícolas.
Em São Borja trabalhou com empresa de ônibus urbano, inovando com a colocação de roletas nós ônibus.
Faleceu em 06/07/2022, em Imbituba.

## Vida pessoal
Casou com Alda Adam Borba, em 29 de maio de 1957.[carece de fontes?]

## Reconhecimento
- ???? - Ganhou a Medalha Medalha "Amigo da Marinha"